# Ahmed El Messaoudi
Ahmed El Messaoudi (Brussel, 3 augustus 1995) is een Marokkaans-Belgisch voetballer die doorgaans speelt als middenvelder. In de zomer van 2022 verruilde hij Gaziantep FK voor FC Emmen.

## Carrière

### Lierse
El Messaoudi sloot zich in de zomer van 2009 aan bij JMG-Sportacademie van Tongerlo. Hij was de eerste Belgische JMG-speler die doorbrak bij Lierse. In zijn eerste seizoen kwam hij tot vijftien wedstrijden, in zijn tweede seizoen tot 32. Dat seizoen degradeerde Lierse naar de Tweede klasse. El Messaoudi werd voor een jaar verhuurd aan Standard Luik. Hij kwam hier in een half seizoen tot drie wedstrijden. Daardoor besliste Lierse een oplossing te zoeken. 

### KV Mechelen
In de winter van 2016 werd El Messaoudi opnieuw uitgehuurd, ditmaal aan KV Mechelen. Hier was hij anderhalf jaar basisspeler, waardoor KV Mechelen in de zomer van 2017 besloot El Messaoudi definitief over te nemen van Lierse. 

### Fortuna Sittard
In het seizoen 2018-2019 werd El Messaoudi door KV Mechelen verhuurd aan Fortuna Sittard. Op 11 augustus maakte hij tegen Excelsior (1-1) zijn debuut voor Fortuna en in Nederland. Op 16 september 2019 scoorde hij zijn eerste twee doelpunten uit zijn profcarrière, in een 3-2 overwinning op NAC Breda. Dat seizoen kwam El Messaoudi tot 27 wedstrijden, waarin hij 5 keer scoorde.

### FC Groningen
Gedurende het seizoen bij Fortuna trok El Messaoudi de aandacht van FC Groningen, waarvoor hij 15 augustus 2019 een driejarig contact tekende. Op 14 september maakte hij tegen VVV-Venlo (2-1 nederlaag) zijn debuut en gaf hij meteen een assist, een kunstje dat hij in de twee volgende competitiewedstrijd nogmaals deed. Zijn eerste doelpunt voor Groningen maakte El Messaoudi op 28 februari 2020 tijdens de 3-1 nederlaag tegen Willem II. In zijn tweede seizoen werd El Messaoudi als defensieve, centrale en aanvallende middenvelder en als rechtsbuiten gebruikt. Op 6 december was hij goed voor beide doelpunten in een 2-1 overwinning op AZ. In de eerste speelronde van zijn derde seizoen bij FC Groningen  tegen SC Cambuur (2-1 winst) scoorde hij zijn tiende en laatste treffer voor Groningen. Hij stond die transferperiode veelvuldig in de belangstelling van andere clubs.

### Gaziantep FK
Op 7 september 2021 verkocht Groningen El Messaoudi voor een bedrag van 400.000 euro aan Gaziantep FK. Hij brak in zijn eerste en enige seizoen in Turkije niet door als basisspeler en mocht vooral vanaf de bank opdraven.

### FC Emmen
Op 30 augustus 2022 werd bekend dat FC Emmen El Messaoudi had overgenomen van Gaziantep. De Belg tekende een contract voor één jaar bij Emmen, met een optie voor nog een seizoen. Op 4 september maakte hij tijdens de 3-0 nederlaag tegen AZ zijn debuut voor Emmen. Op 14 oktober scoorde hij zijn eerste doelpunt voor Emmen tegen FC Volendam (1-1). In 2023 werd de optie tot een extra seizoen in zijn contract benut. 

## Clubstatistieken
| Seizoen         | Club              | Competitie      | Competitie | Competitie | Play-offs | Play-offs | Beker | Beker | Europees | Europees | Totaal | Totaal |
| Seizoen         | Club              | Competitie      | Wed.       | Dlp.       | Wed.      | Dlp.      | Wed.  | Dlp.  | Wed.     | Dlp.     | Wed.   | Dlp.   |
| --------------- | ----------------- | --------------- | ---------- | ---------- | --------- | --------- | ----- | ----- | -------- | -------- | ------ | ------ |
| 2013/14         | Lierse SK         | Eerste klasse   | 15         | 0          | 0         | 0         | 0     | 0     | —        | —        | 15     | 0      |
| 2014/15         | Lierse SK         | Eerste klasse   | 26         | 0          | 5         | 0         | 1     | 0     | —        | —        | 32     | 0      |
| 2015/16         | → Standard Luik   | Eerste klasse   | 1          | 0          | 0         | 0         | 0     | 0     | 2        | 0        | 3      | 0      |
| 2015/16         | → KV Mechelen     | Eerste klasse   | 5          | 0          | 0         | 0         | 0     | 0     | —        | —        | 5      | 0      |
| 2016/17         | → KV Mechelen     | Eerste klasse   | 23         | 0          | 4         | 0         | 2     | 1     | —        | —        | 29     | 1      |
| 2017/18         | KV Mechelen       | Eerste klasse   | 19         | 0          | —         | —         | 1     | 0     | —        | —        | 20     | 0      |
| 2018/19         | → Fortuna Sittard | Eredivisie      | 27         | 5          | —         | —         | 4     | 0     | —        | —        | 31     | 5      |
| 2019/20         | FC Groningen      | Eredivisie      | 20         | 1          | —         | —         | 2     | 0     | —        | —        | 22     | 1      |
| 2020/21         | FC Groningen      | Eredivisie      | 28         | 8          | 1         | 0         | 1     | 0     | —        | —        | 30     | 8      |
| 2021/22         | FC Groningen      | Eredivisie      | 3          | 1          | 0         | 0         | 0     | 0     | —        | —        | 3      | 1      |
| 2021/22         | Gaziantep FK      | Süper Lig       | 16         | 0          | —         | —         | 2     | 0     | —        | —        | 18     | 0      |
| 2022/23         | FC Emmen          | Eredivisie      | 25         | 2          | 4         | 0         | 2     | 0     | —        | —        | 31     | 2      |
| Carrière totaal | Carrière totaal   | Carrière totaal | 208        | 17         | 14        | 0         | 15    | 1     | 2        | 0        | 239    | 18     |

Bijgewerkt t/m 25 juni 2023. 

## Interlandcarrière
El Messaoudi maakte op 4 maart 2014 zijn officiële interlanddebuut voor België onder 19, in een oefenwedstrijd tegen Oostenrijk –19. Hij viel in de 46ste minuut in. El Messaoudi speelde daarvoor al met België onder 19 tegen de amateurs van tweedeklasser Hoogstraten. In de oefenpartij tegen Duitsland op 16 april 2014 speelde Ahmed 90 minuten. Op 20 mei 2014 in de laatste oefenmatch voor de EK-eliteronde begon Ahmed in de basis tegen Mexico. Hij maakt ook deel uit van de selectie voor de EK-eliteronde. De eerste wedstrijd tegen Wales bleef hij wel op de bank.

### Belgische voetbalelftal
| Team   | Wedstrijden | Goals |
| ------ | ----------- | ----- |
| –19    | 5           | 0     |
| –21    | 1           | 0     |
| Totaal | 6           | 0     |